# Vernon Duke
Vernon Duke, właśc. Władimir Aleksandrowicz Dukielski (ur. 10 października 1903 w Parafianowie, zm. 16 stycznia 1969 w Santa Monica) – amerykański kompozytor pochodzenia białoruskiego.

## Życiorys
W latach 1916–1919 studiował w konserwatorium w Kijowie i Odessie u Maliszewskiego. W latach 1920–1921 wraz z rodziną mieszkał w Konstantynopolu, od 1922 w Nowym Jorku. W 1936 otrzymał obywatelstwo amerykańskie. W 1938 założył Society for Forgotten Music. Przyjaźnił się z George’em Gershwinem, za namową którego przyjął pseudonim Vernon Duke.
W 1955 opublikował swoją autobiografię Passport to Paris.
Komponował również utwory muzyki poważnej (symfonie, opery, oratoria, balety, cykle pieśni).

## Najpopularniejsze piosenki
- April in Paris (1932)
- Autumn in New York (1934)
- I Can't Get Started (1936)
- Cabin in the Sky (1940)
- Taking a Chance of Love (1940)